# Alquerque

Spelbräde till alquerque med pjäserna i startposition.

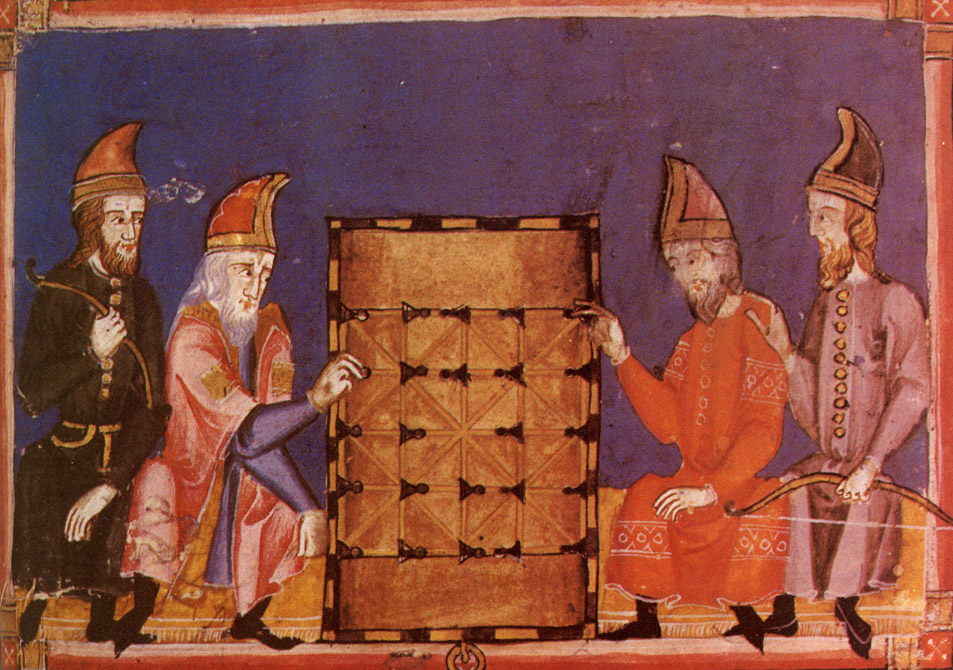
En illustration av spelet i Libro de Juegos, den första kända spelboken i europeisk litteratur, utarbetad år 1283 av kung Alfons X av Kastilien.

Alquerque är ett klassiskt brädspel för två personer. Det finns omnämnt i arabiska källor redan på 900-talet och blev introducerat i Europa av de spanska morerna, men spelet har anor längre bakåt än så: ett alquerque-bräde finns inristat på en av takplattorna i det egyptiska templet vid Kurna från 1400-talet f.Kr. Spelet kan betraktas som en tidig form av damspel.
Spelarna startar med tolv spelpjäser var och turas om att flytta en av sina pjäser längs en linje till en angränsande tom punkt i vilken riktning som helst. Om en motspelarpjäs står intill en egen pjäs och platsen bakom är tom, får man hoppa över motspelarpjäsen, som därmed blir utslagen och tas av spelbrädet. Det är tillåtet att göra flera sådana hopp efter varandra, även om det innebär en ändring av riktningen. Kan man slå en pjäs måste man göra det; i annat fall blir den pjäs som kunde ha slagit "blåst", det vill säga den tas bort från brädet.
Spelets vinnare är den som först slagit ut alla motståndarens pjäser, alternativt tvingat in motståndaren i en position där det inte går att flytta någon pjäs.
Eftersom spelbrädet kan sägas vara sammansatt av fyra spelbräden till enkel kvarn (en variant av tre i rad), kan alquerque också gå under benämningen fyrdubbel kvarn.